# Trapholt Kunstmuseum

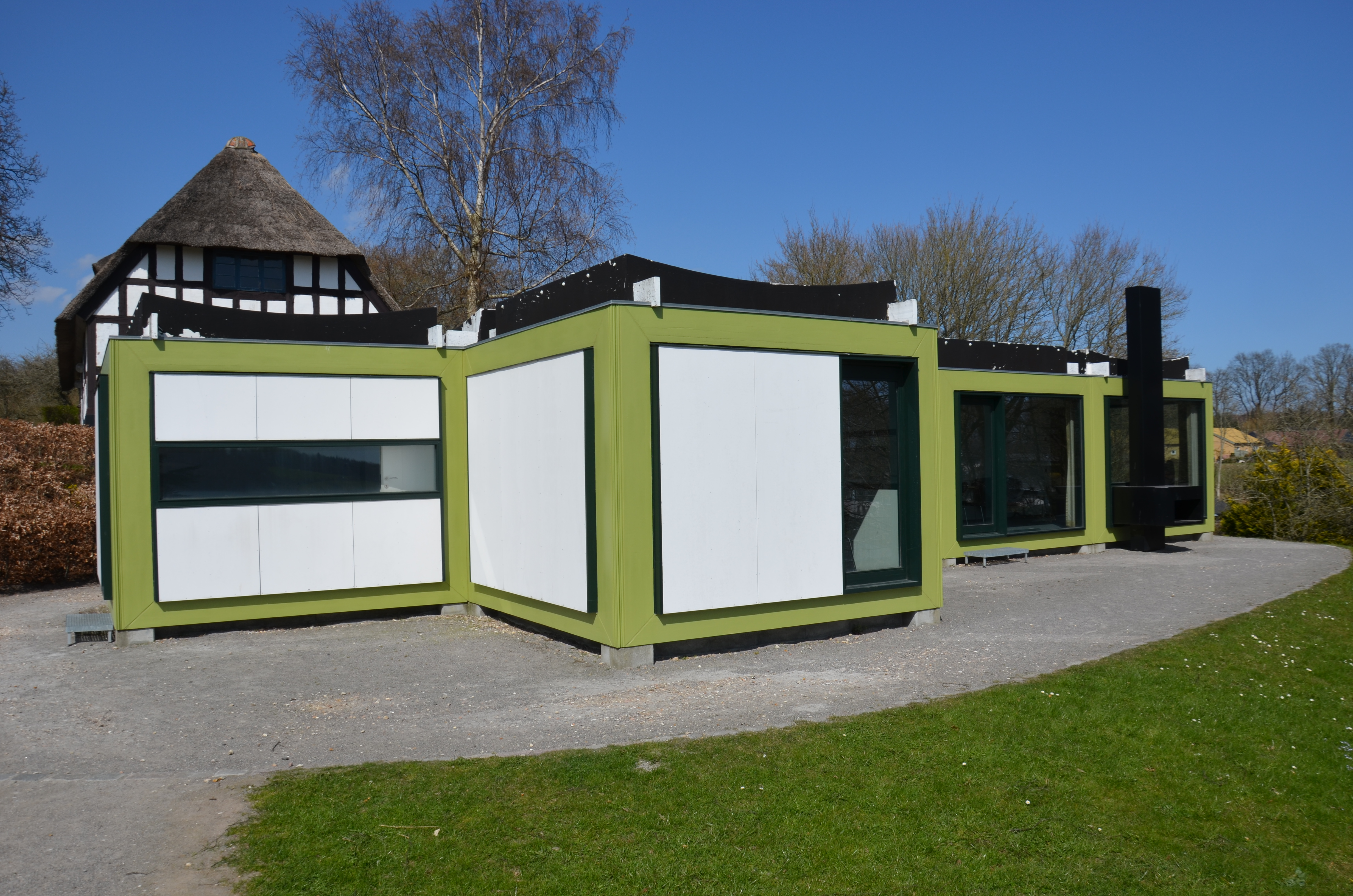
Arne Jacobsens Kubeflexhus.

Trapholt Kunstmuseum är ett danskt museum för samtidskonst strax öster om  Kolding vid Koldingfjorden.
Trapholt invigdes 1988. Förutom bildkonst finns samlingar av dansk möbeldesign och konsthantverk. Museet har permanenta utställningar av möbler av Nanna Ditzel, målningar av Richard Mortensen samt Arne Jacobsens Kubeflex-modulhus.
Trapholt planerades från 1982 och en arkitekttävling vanns av arkitekterna Boje Lundgaard och Bente Aude och landskapsarkitekten Svend Kirkegaard. Anläggningens centrum är Den långa muren, inspirerad av en installationen Running Fence av Christo i Kalifornien från 1972-76 och vilken delar området i en västra och en östra del. Innanför muren löper en gångväg längs museianläggningens hela sträckning. Den senaste delen av den långa muren separerar museets parkeringsplats från dess skulpturpark och byggdes 1996 med bidrag av skulptören Finn Reinbothe. Samtidigt byggdes museet ut med en underjordisk utställningslokal för möbelformgivning.